# Plante perene
Plante perene este un film românesc din 2013 regizat de Roxana Stroe. Rolurile principale au fost interpretate de actorii Anca Băjenaru, Ada Navrot, Gabriel Spahiu.

## Distribuție
Distribuția filmului este alcătuită din:
- Anca Băjenaru — Bătrâna
- Gabriel Spahiu — Reporterul
- Ada Navrot — Doamna Mihaela